# Плакса Родіон Олегович
Родіон Олегович Плакса (нар. 22 січня 2002, Вугледар, Донецька область, Україна) — український футболіст, півзахисник футбольного клубу «Буковина».

## Життєпис
Вихованець донецького «Шахтаря». Сезон 2019/20 років провів у юніорській (U-19) команді «Маріуполя». Наступний сезон також розпочав у юніорській команді «приазовців», але почав залучатися й до поєдинків і за молодіжну команду. Вперше до заявки першої команди на матч Прем'єр-ліги потрапив 25 жовтня 2020 року, проти петрівського «Інгульця» (1:1). Але весь матч провів на лаві запасних. Напередодні матчу проти «Шахтаря», через величезну кількість орендованих у «гірників» футболістів, переведений до головної команди. У футболці «Маріуполя» дебютував 30 жовтня 2020 року в програному (1:4) виїзного поєдинку 8-го туру Прем'єр-ліги проти донецького «Шахтаря». Плакса вийшов на поле в стартовому складі, а на 74-й хвилині його замінив Микита Фурсенко.

## Статистика
Станом на 10 серпня 2025 року
| Турніри              | Матчі | Кількість забитих м'ячів |
| -------------------- | ----- | ------------------------ |
| Прем'єр-ліга України | 24    | 2                        |
| Кубок України        | 2     | 2                        |
| Перша ліга України   | 15    | 1                        |
| Друга ліга України   | 8     | 5                        |
| Всього               | 49    | 10                       |
| Прем'єр-ліга (U-21)  | 20    | 2                        |
| Прем'єр-ліга (U-19)  | 49    | 18                       |
| Всього               | 69    | 20                       |
| Всього за кар'єру    | 118   | 30                       |